# Herman Løvenskiold (1805-1877)
 Der er flere personer med dette navn, se Herman Løvenskiold.
Herman Frederik lensbaron Løvenskiold (5. august 1805 i København – 10. november 1877 sammesteds) var en dansk godsejer, bror til Carl Løvenskiold.
Han var søn af lensbaron, hofjægermester og kammerherre Carl Severin Christian Herman Løvenskiold og Frederikke Elisabeth Conradine født Kaas, blev 1824 student, privat dimitteret, og 1830 cand.jur. Han var fra 1831 besidder af Baroniet Løvenborg, ejer af Gislingegård (1843 til 1870) og Holbæk Ladegård (fra 1866). 1835 blev Løvenskiold hofjægermester, 1845 kammerherre og 12. marts 1861 Ridder af Dannebrog.
Efter hans død 1877 viste det sig, at baroniet var insolvent, og hans bo blev taget under fallitbehandling og baroniets administration overtoges af en kommission bestående af gehejmeråd C.A. Fonnesbech, grev Christian Albrecht Lerche til grevskabet Lerchenborg og amtmand, kammerherre C.L.A. Benzon. Dette betød, at Løvenskiolds ældste søn, Carl Herman Frederik Vilhelm Rammel baron Løvenskiold (1836-1917), i hele sin levetid var sat uden for indflydelse med hensyn til baroniets forvaltning. I 1909 blev hans brodersøn, baron Carl Løvenskiold, administrator af baroniet, og han arvede det 1917.
Han giftede sig 31. oktober 1833 med Anna (Annette) Elisabeth Theophile friherreinde Lüdinghausen genannt Wolff (28. marts 1809 på Roth Poniemon i Kurland – 17. januar 1866 i Kundby), datter af ejer af Poniemon Johann Wilhelm friherre Lüdinghausen gen. Wolff og Annette friherreinde von Borewilz.
Han er begravet på Nørre Jernløse Kirkegård.